# Abraham Galante
Abraham Galante o Avram Galanti Bodrumlu (Bodrum, 4 de gener de 1873 - Istanbul, 8 d'agost de 1961) va ser un educador, acadèmic, polític i nacionalista turc d'origen jueu.
Nascut en època otomana, va estudiar la secundària a Esmirna i a  Rodes. En la seva joventut va treballar com a professor en escoles jueves i no jueves tant a Rodes com en altres illes turques del Mediterrani. Entre 1915 i 1933 va exercir de professor a la Universitat d'Istanbul. Va rebre el cognom de Bodrumlu després de la introducció de la Llei dels Cognoms de 1934 (Bodrumlu és, en turc, el gentilici de Bodrum, la ciutat on va néixer).
Fou un estudiós dels jueus otomans i va escriure diversos llibres sobre la seva història i cultura. També es va dedicar a l'estudi de la llengua turca. Es va oposar a la reforma de l'alfabet a Turquia de 1928, tot defensant que es mantingués l'ús de l'alfabet àrab. Era part d'una delegació jueva que va viatjar el 1926 a Ankara, la capital de la república de Turquia, promulgada tres anys abans, el 29 d'octubre de 1923, per tal de declarar la lleialtat de la comunitat jueva al nou estat, successor de l'Imperi Otomà. Va ser diputat per Niğde al parlament turc entre els anys 1944 i 1946 pel Partit Republicà del Poble (CHP). Va escriure molts llibres sobre la història i la cultura dels jueus de Turquia, sobre les relacions turcojueves, sobre dret i sobre història turca, destacant els seus treballs sobre la història d'Ankara, la jove capital turca, de Niğde i de Bodrum, la seva ciutat natal.

## Obres
- Deux nouveaux documents sur Dona Gracie Nassy (París, 1913)
- Türkçede Arabi ve Latin harfleri ve imla meseleleri (Istanbul, 1925)
- Küçük Türk tetebbuları (Istanbul, 1925)
- Hamurabi Kanunu (Istanbul, 1925)
- Arabi harfleri terakkimize mani değildir (Istanbul, 1927)
- Vatandaş, Türkçe konuş! (Istanbul, 1928)
- Hitit kanunu (Istanbul, 1931)
- Documents Officiels Turcs Concernantles Juifs de Turquie Recueil de 114 lois, reglements, firmans, berats, ordres et decisions de tribunaux (Istanbul, 1931)
- Turcs et Juifs. Etude Historique Politique (Istanbul, 1932)
- Asur kanunları (Istanbul, 1933)
- Nouveaux documents sur Sabbetai Sevi (Istanbul, 1935)
- Les Synagogues d'Istanbul (Istanbul, 1937)
- Medecins Juifs au Service de la Turquie (Istanbul, 1938)
- Les Juifs de Constantinople sous Byzance (Istanbul, 1940)
- Un ferman concernant le cimetiere Juif d'Uskudar (Istanbul, 1940)
- Histoire des Juifs d'Istanbul, depuis la prise de cette ville en 1453 par Fatih Mehmed II, jusqu'à nos jours (vol. 1) (Istanbul, 1941)
- Appendice a l'Ouvrage Documents Officiels Turcs concernant les Juifs de Turquie (Istanbul, 1941)
- Histoire des Juifs d'Istanbul, depuis la prise de cette ville en 1453 par Fatih Mehmed II, jusqu'à nos jours (vol. 2) (Istanbul, 1942)
- Bodrum Tarihi (Istanbul, 1945)
- Türkler ve Yahudiler (Istanbul, 1947)
- En 1804 un incendie detruisit onze synagogues a Haskeuy (Istanbul, 1948)
- Appendice a l'Histoire des Juifs d'Anatolie (Istanbul, 1948)
- Ankara Tarihi (Tan Matbaası, 1950)
- Niğde ve Bor Tarihi (Tan Matbaası, 1951)
- Encore un nouveau recueil de documents concernant l'histoire des Juifs de Turquie - Etudes scientifiques (Istanbul, 1953)
- Türkler ve Yahudiler Eserlerime Ek (Istanbul, 1954)
- Cinquieme recueil de documents concernant les Juifs de Turquie. Divers sujets Juifs (Istanbul, 1955)
- Histoire des Juifs de Turquie, 9 vol. (Istanbul, 1986)
- Bodrum tarihi (BOSAV Yayınları, 1996)
- Sabetay Sevi ve Sabetaycıların gelenekleri (Zvi-Geyik Yayınları, Ağustos 2000)
- Üç Sami kanun koyucu (Anka Yayınları, 2002)
- Türklük incelemeleri (Yeditepe Yayınevi, Mayıs 2005)